# Einheit (SED-Zeitschrift)
Die Einheit – Zeitschrift für Theorie und Praxis des Wissenschaftlichen Sozialismus – war die theoretische Zeitschrift der SED. Die Zeitschrift erschien monatlich von 1946 bis Herbst 1989, als sie während der friedlichen Revolution in der DDR eingestellt wurde.

## Geschichte

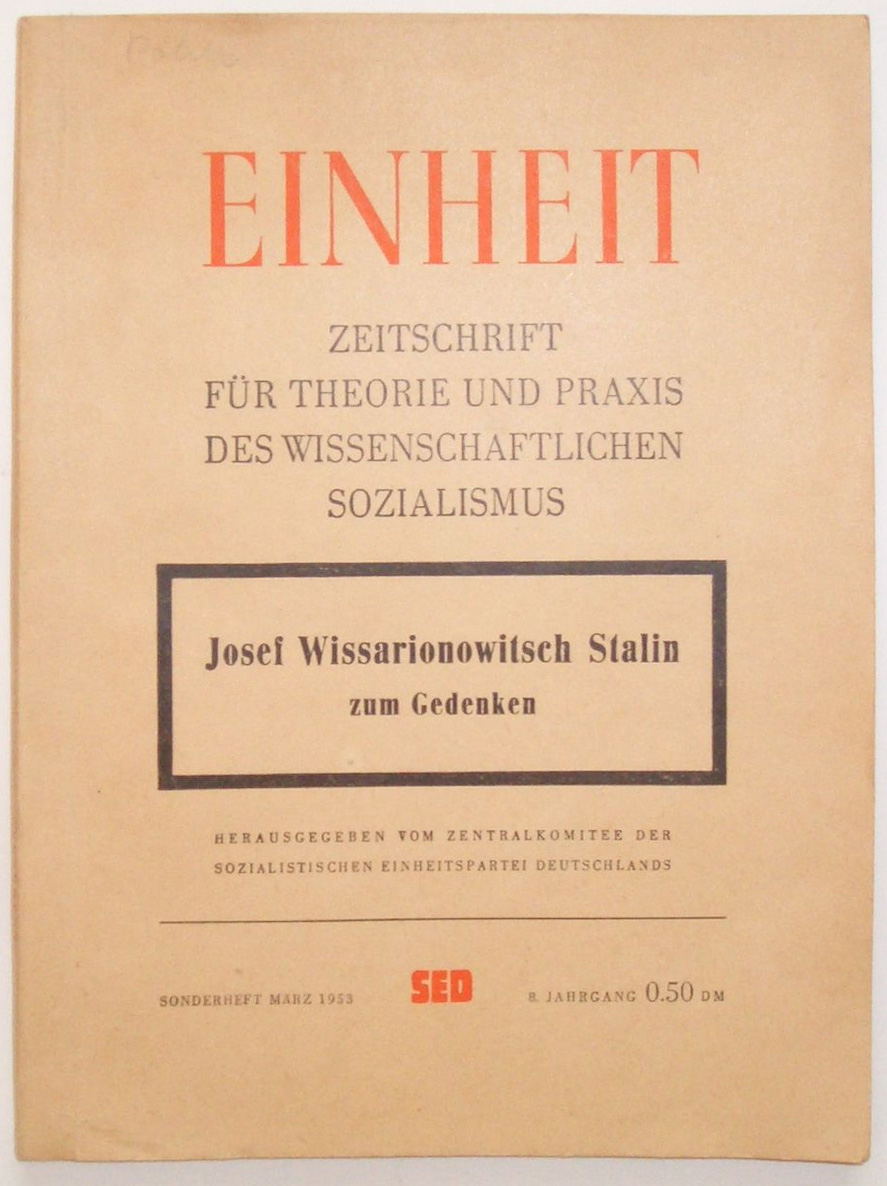
Sondernummer zu Stalins Tod im März 1953: Josef Wissarionowitsch Stalin zum Gedenken

Die Zeitschrift erschien erstmals im Februar 1946 in Vorbereitung der Zwangsvereinigung von SPD und KPD zur SED unter dem Titel Monatsschrift zur Vorbereitung der Sozialistischen Einheitspartei. Bis zum „Vereinigungsparteitag“ im April 1946 wurde sie dementsprechend vom Zentralausschuss der SPD und dem Zentralkomitee der KPD gemeinsam herausgegeben. Ab Mai 1946 war dann der Parteivorstand der SED alleiniger Herausgeber, der Titel war nun Monatsschrift für Sozialismus, ab Januar 1947 dann Theoretische Monatsschrift für Sozialismus. Ab Jahrgang 8./1950 bis zur Einstellung der Zeitschrift (Jahrgang 44./1989) lautete der Untertitel Zeitschrift für Theorie und Praxis des wissenschaftlichen Sozialismus.
Die Zeitschrift enthielt Aufsätze mit theoretischem Inhalt, insbesondere zur Geschichte der Arbeiterbewegung und zu philosophischen und ökonomischen Fragen. Verfasser der Beiträge waren führende SED-Funktionäre, leitende Mitarbeiter von zentralen Partei-Instituten wie dem Institut für Marxismus-Leninismus, der Akademie für Gesellschaftswissenschaften und der Parteihochschule und andere theorienahe Kader.
Die überlieferten Unterlagen der Einheit, u. a. Protokolle von Redaktionssitzungen, Unterlagen von Konferenzen sowie Informationen an das Politbüro, werden im Bundesarchiv, Außenstelle Berlin (SAPMO) aufbewahrt.

## Chefredakteure und Herausgeber
Die Redaktion der Einheit war gleichzeitig Abteilung des ZK der SED, ihre Chefredakteure waren somit gleichzeitig ZK-Abteilungsleiter. Chefredakteure waren:
- 1946: Emmi Dölling
- 1946: Max Seydewitz
- 1946–1950: Klaus Zweiling
- 1950–1951: Gertrud Keller
- 1956–1972: Hans Schaul
- 1972–1989: Manfred Banaschak

Die verantwortlichen Sekretäre im ZK der SED und somit praktisch Herausgeber waren u. a.:
- 1949: Otto Grotewohl
- 1950–1953: Fred Oelßner
- 1956–1958: Walter Ulbricht
- 1967–1989: Kurt Hager